# 12305 Fifth Helena Drive

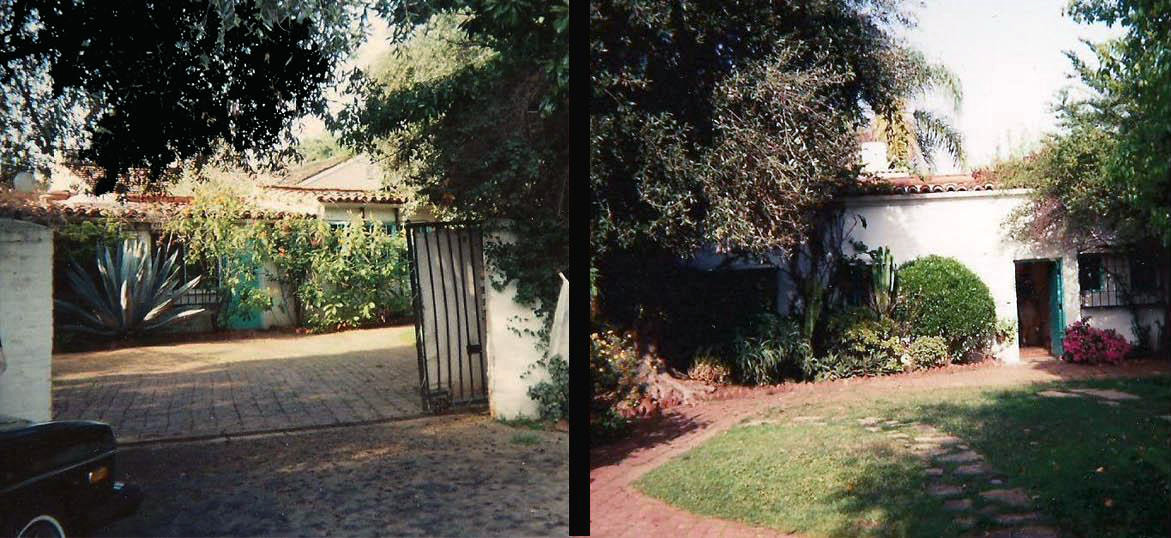
Eingangsbereich

12305 Fifth Helena Drive ist ein Wohnhaus im Stadtteil Brentwood der amerikanischen Stadt Los Angeles (Kalifornien). Bekannt ist es als letzte Residenz der Schauspielerin Marilyn Monroe.

## Überblick
Das eingeschossige Haus wurde im Jahr 1929 im Stil einer spanischen Hazienda errichtet. Es befindet sich am Ende einer ruhigen, von der Carmelina Avenue abgehenden Sackgasse. Das Gebäude hat einen L-förmigen Grundriss und umfasst etwa 270 m² Wohnfläche. In dem Gebäude befinden sich vier Schlafzimmer und drei Badezimmer. Hinter dem Gebäude befindet sich ein Schwimmbecken, daneben ein Hain aus Zitruspflanzen sowie das Gästehaus. Die zur Straße gewandten Seite zieren bemalte Fliesen mit dem Sinnspruch „Cursum Perficio“ (dt.: Ich habe meinen Weg vollendet.) Es ist nicht bekannt, ob Monroe selbst oder einer der Nachbesitzer die Fliesen angebracht hat.

## Besitzer
Die bekannteste Besitzerin war die Schauspielerin Marilyn Monroe. Im Februar 1962 kaufte sie das Anwesen für 77.500 US-Dollar. Quellen zufolge bezahlte sie die Hälfte in bar und nahm für die andere Hälfte eine Hypothek auf. Sechs Monate später, in der Nacht vom 4. auf den 5. August 1962, wurde Monroe im Schlafzimmer ihres Hauses tot aufgefunden.
2017 wurde das Haus um einen Preis von 6,9 Millionen Dollar durch Lisa Optican von Mercer Vine zum Verkauf angeboten und schließlich im Juni 2017 um 7,25 Millionen Dollar verkauft.